# Augustine Birrell

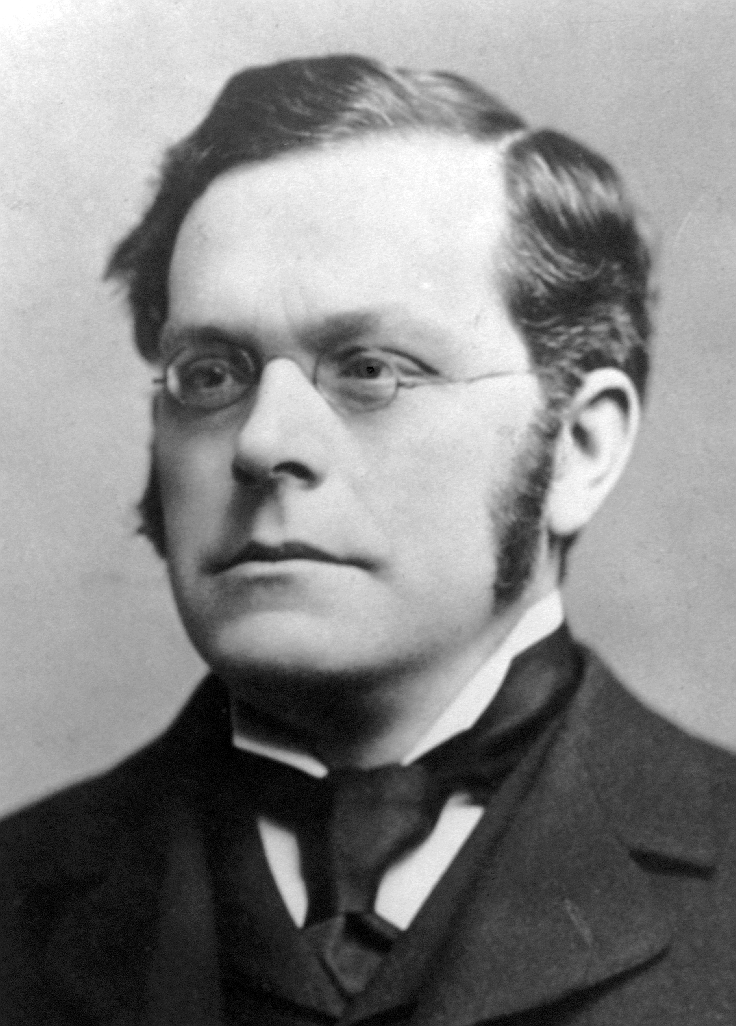
Augustine Birrell

Augustine Birrell (* 19. Januar 1850 in Wavertree bei Liverpool; † 20. November 1933 in London) war ein britischer Schriftsteller und Politiker.

## Ausbildung und Familie
Birrell, der Sohn eines baptistischen Predigers, besuchte die Schule Amersham Hall und studierte am Trinity College der Universität Cambridge. Danach betätigte er sich als Anwalt. Von 1893 bis 1896 agierte er als Professor der Rechte am University College London.
Birrells erste Ehe, geschlossen 1878, dauerte nur ein Jahr lang, bis zum Tod seiner Frau. 1888 heiratete er in zweiter Ehe Eleanor Tennyson, die Tochter des Dichters Frederick Locker. Aus dieser Ehe ging Francis Birrell (1889–1935), ebenfalls Kritiker, hervor.

## Beruflicher und politischer Werdegang
Birrell machte sich einen Namen als geistreicher, stilsicherer Literaturkritiker und wurde durch seine Essaysammlung Obiter Dicta (1884) schlagartig berühmt. 1889 zog er nach seinem vorherigen erfolglosen Antreten bei den Unterhauswahlen 1885 und 1886 in einer Nachwahl für den Wahlbezirk West Fife in Schottland als Abgeordneter der Liberalen Partei ins Unterhaus ein. Hier fiel er zunächst wegen des pointierten Humors, mit dem er seine Reden würzte, auf. Halb spöttisch, halb respektvoll bezeichneten Mitabgeordnete seinen Stil des Vortrags als „birrelling“. Birrell verteidigte seinen Unterhaussitz in den Wahlen von 1892 und 1895. 1897 erschien ein zweiter Band von „Obiter Dicta“.
Bei der Unterhauswahl von 1900 trat er im Wahlkreis Manchester North East an, den er jedoch nicht für sich zu gewinnen vermochte. Daraufhin wurde er Präsident des Liberal Publication Departments, der Redaktion des parteieigenen Verlages. Bei der Wahl von 1906 kehrte er für den Wahlkreis Bristol North ins Parlament zurück. Er wurde als Erziehungsminister (President of the Board of Education) ins Kabinett von Sir Henry Campbell-Bannerman aufgenommen. In diesem Zusammenhang war er verantwortlich für die Erarbeitung der sogenannten Education Bill. Die Zurücknahme dieses Gesetzesentwurfs durch das Unterhaus im Herbst desselben Jahres infolge der Weigerung der Regierung, vom Oberhaus verlangte Änderungen einzubringen, machte Birrells Verbleiben im Amt unmöglich. Sein Nachfolger in diesem Amt wurde Reginald McKenna.
Im Januar 1907 wurde Birrell Staatsminister für Irland (Chief Secretary for Ireland), ein Posten, den er auch unter Bannermans Nachfolger Herbert Henry Asquith behielt und insgesamt für mehr als neun Jahre innehatte. Im Mai 1907 legte Birrell eine Gesetzesvorlage vor (Irish Council Bill), die erste zaghafte Schritte zur Verwirklichung des Konzepts der Home Rule vorsah. Dieser Entwurf wurde zwar von den Führern der Irish Parliamentary Party begrüßt, durch den Parteitag der United Irish League in Dublin jedoch abgewiesen, so dass die Regierung die Gesetzesvorlage unverzüglich zurückzog.
Birrells Renommee litt weiter während der Viehtreiberunruhen in Nordirland im Herbst/Winter desselben Jahres. Diesen Vorgang kritisierte er heftig, versäumte es aber, ihm auf dem Weg gesetzgeberischen Eingreifens beizukommen. Ein weiterer Schlag für Birrell war der Skandal, der durch den Diebstahl der Irischen Kronjuwelen im Sommer 1907 ausgelöst wurde. Mit dem Irish Universities Act von 1908 und dem Irish Land Act von 1909 konnte er jedoch viel von seiner Reputation zurückgewinnen. Von 1911 bis 1914 fungierte er neben seinem Regierungsamt als Rektor der Universität Glasgow.
Als sich der Widerstand der Unionisten gegen die von Premierminister Asquith eingebrachte Home Rule Bill von 1912 formierte, lehnte Birrell jeden Versuch ab, diese durch den Ausschluss von Teilen der Provinz Ulster von den Bestimmungen abzuschwächen und drohte sogar seinen Rücktritt an. Die Krise spitzte sich in den folgenden Jahren durch die Formierung paramilitärischer Organisationen beider Seiten, wie der Ulster Volunteers sowie der Irish Volunteers und der Irish Citizen Army, weiter zu. Der schließlich 1914 mit einigen Änderungen verabschiedete Government of Ireland Act wurde aufgrund des Beginns des Ersten Weltkriegs suspendiert.
Während des Krieges hielt sich Birrell in seiner Eigenschaft als Kabinettsmitglied meist in London auf und wurde in Irland durch seinen Untersekretär Matthew Nathan vertreten. Es kam in dieser Zeit zu einem Erstarken der Irischen Republikanischen Bruderschaft und von Sinn Féin. Zudem bestanden über Roger Casement Verbindungen der irischen Nationalisten zur deutschen Staats- und Militärführung, die schließlich in die Unterstützung eines Aufstandsversuchs in Irland einwilligten. Im April 1916 wurde der mit Waffen beladene deutsche Blockadebrecher Libau nach Irland geschickt, ohne sein Ziel jedoch zu erreichen. Casement, der mit dem U-Boot U 19 gereist war, wurde umgehend verhaftet und später hingerichtet. Dennoch entschlossen sich die Führer des geplanten Aufstands, diesen durchzuführen. Der am 24. April begonnene Osteraufstand wurde innerhalb einer Woche militärisch niedergeschlagen. Birrell, der sich ursprünglich in London aufgehalten hatte und dann nach Irland zurückgekehrt war, um der Regierung vor Ort von der Lage zu berichten, bot anschließend seine Resignation an, die Asquith am 1. Mai annahm. Sein Nachfolger als Irlandminister wurde Henry Edward Duke.
Die umgehend eingesetzte Untersuchungskommission unter Leitung von Lord Hardinge kritisierte in ihrem Abschlussbericht vom 26. Juni Birrell und den ebenfalls zurückgetretenen Nathan dafür, nicht früher auf die Anzeichen eines Aufstands reagiert
zu haben.
Bei den Unterhauswahlen 1918 trat Birrell nicht mehr an. Auch die lange Krankheit und der Tod seiner Frau Eleanor hatten ihn schwer getroffen. Birrell veröffentlichte noch mehrere Bücher, darunter „More Orbiter Dicta“ (1920) und „Etc Caetera“, und schrieb seine posthum veröffentlichte Autobiographie „Things past redress“. 1929 erhielt er einen Ehrendoktortitel der National University of Ireland. Er starb 1933.

## Literarisches Engagement
Ab 1918 war Augustine Birrell als Jurymitglied im Komitee der Vergabe des Hawthornden-Preises tätig, dem ältesten Literaturpreis in Großbritannien.